# Киндердейкски вятърни мелници
Киндердейкските вятърни мелници (на нидерландски: Kinderdijkse molens) са група от 19 задвижвани от вятъра помпи, разположени край селището Киндердейк в Нидерландия и използвани за отводняването на полдера, в който се намира то.
Макар че полдерът се отводнява от края на 14 век, сега съществуващите мелници са построени около 1740 г. Това е най-голямата компактна група от тези характерни за Холандия устройства.
През 1997 г. е включена в Списъка на световното наследство на ЮНЕСКО.

## Kартинна галерия
- Киндердейкски вятърни мелници - Kinderdijk